# Tomislav Mrkonjić
Tomislav Mrkonjić (Spalato, 22 febbraio 1994) è un calciatore croato, centrocampista del Posušje.

## Carriera
Il 31 gennaio 2017 si accasa tra le file dell'Hajduk Spalato II militante in 3.HNL. 
Nell'estate del 2018 si trasferisce nel Rudeš militante in 1.HNL diventandone capitano. Il 5 agosto dello stesso anno, in occasione del match di campionato perso 3-2 in casa dell'Osijek, sigla la prima doppietta con la casacca della squadra zagabrese.

## Palmarès

### Club

#### Competizioni nazionali
- Treća HNL: 2

Hajduk Spalato II: 2016-2017 (girone Sud)
Croatia Zmijavci: 2017-2018 (girone Sud)